# Літтелтон (гавань)
Гавань Літтелтон, Вакараупо (англ. Lyttelton Harbour; маор. Whakaraupō) — одна з двох великих бухт півострова Бенкс на східному узбережжі регіону Кентербері, на Південному острові Нової Зеландії; інша — гавань Акароа на південному узбережжі.

## Географія

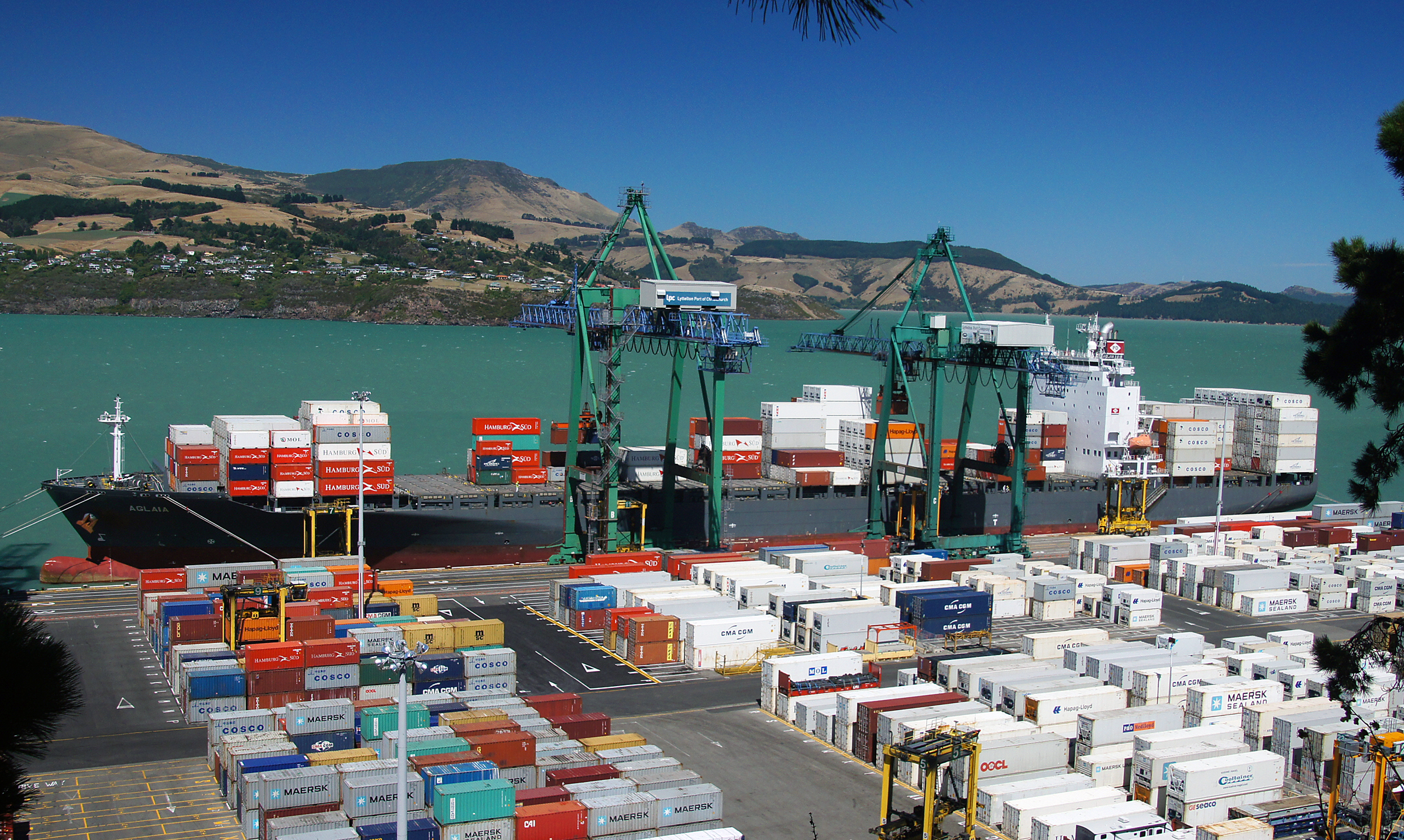
Місто та порт Літтелтон

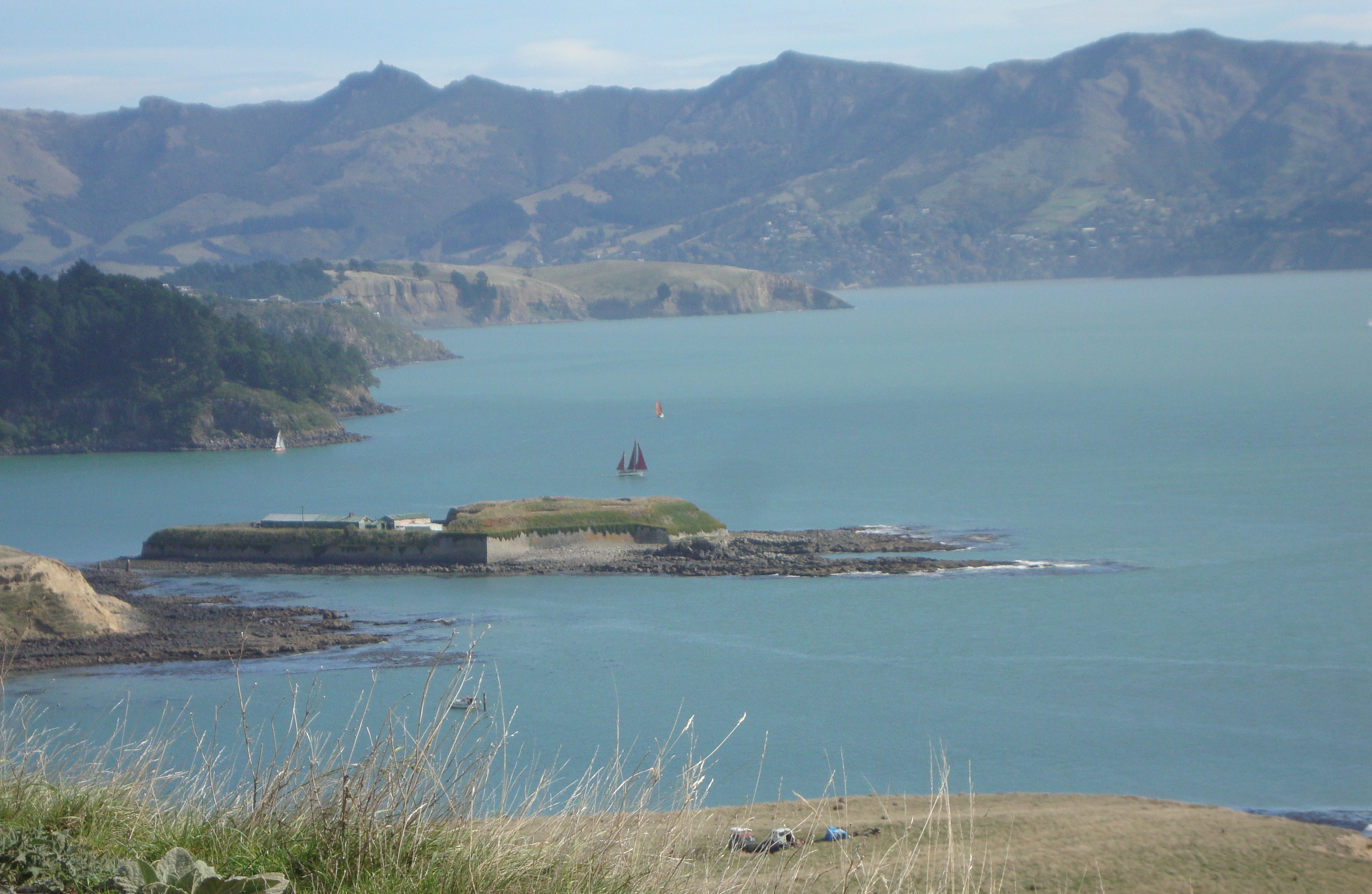
Гавань Літтелтон, острів Ріпапа (вид з півдня)

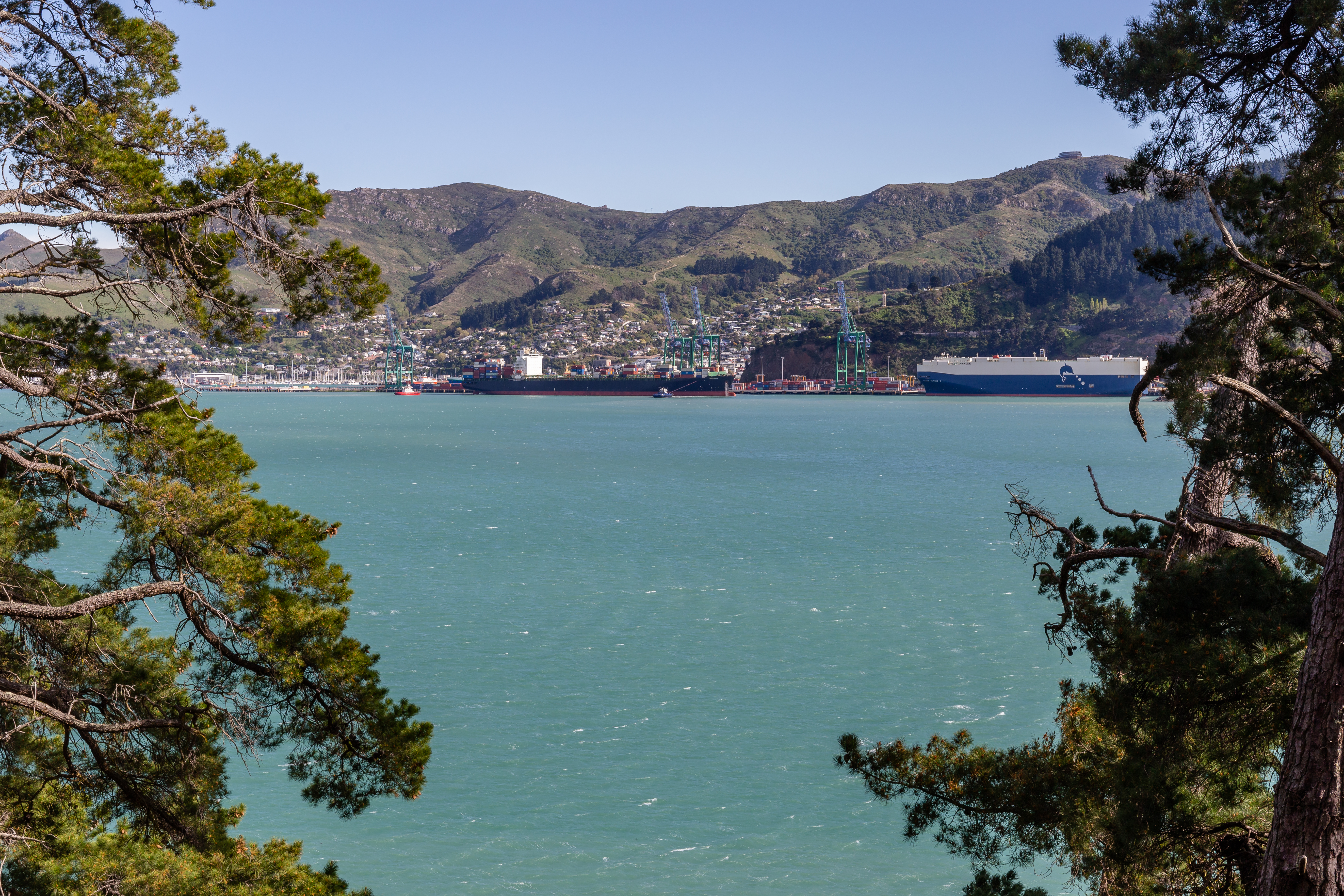
Гавань та місто Літтелтон з узбережжя Діамантової гавані

Гавань починається на північному узбережжя півострова, і простирається у напрямку переважно на захід — південний захід. Довжина гавані приблизно 15 км від свого гирла до громади Теддінгтон, і розташована вона в ерозійній кальдері стародавнього вулкана Літтелтон круті схили якого утворюють Порт-Гіллз на його північному березі.
Основним населеним пунктом гавані є невеличке містечко-порт Літтелтон, який обслуговує місто Крайстчерч, і з'єднаний з ним одноколійним залізничним тунелем Літтелтон (відкритий у 1867 році), двосмуговим дорожнім тунелем (відкритий у 1964 році) та двома дорогами через Порт-Гіллз.
Діамантова гавань лежить на південному березі бухти, а село маорі Рапакі — на північно-західному узбережжі. На заході гавані знаходиться поселення Ґовернор). Заповідник на острові Отамахуа / острів Квіл знаходиться на заході, біля початку гавані, а острів Ріпапа — недалеко від його південного берега біля входу в бухту Пурау.
Гавань забезпечує доступ до жвавого комерційного порту в Літтелтоні, який сьогодні включає склад нафти та сучасний контейнерно-вантажний термінал.
У гавані живуть дельфіни Гектора, ендемічний вид Нової Зеландії, та новозеландські морські котики.
Гавань Літтелтон утворена з еродованої кальдери стародавнього вулкана, затопленого морем. Цей вулкан — лише один з кількох вулканічних центрів, які утворили півострів Бенкс. Гавань Літтелтон та затока Порт-Леві мають спільний 4-х кілометровий вхід, який лежить між мисами Ґодлі-Гед та Бейлін-Пойнт, при цьому мис Аддерлі-Гед, який розділяє ці дві затоки, трохи відведений назад на 1 км на південний захід. Вхід лежить за 4,6 км на південний схід від пляжу Самнер на південно-східному кінці піщаних пляжів затоки Пегас. Від входу гавань проходить у напрямку Захід-Південний Захід протягом 13 км, при цьому порт Літтелтон розташований за 7 км вгору від входу у гавань, лежить на північному березі. При вході гавань має глибину до 15 метрів, яка поступово зменшується до 6 метрів, поблизу порту Літтелтон. Дно переважно м'яке мулисте і чи не єдина значна навігаційна небезпека між входом у гавань та портом — це Парсон-Рок (43°36′59.36″ пд. ш. 172°45′16.42″ сх. д. / 43.6164889° пд. ш. 172.7545611° сх. д.), окрема занурена у воду скеля, яка розташована на південній стороні гавані приблизно за 250—280 метрів на північ від острова Ріпапа і приблизно за 350—390 м на південь від південного буя фарватеру. Судноплавний канал був розкопаний і поглиблений, щоб порт міг впоратися з великими контейнерними суднами.
У гавані Літтелтон переважають вітри з північного сходу і південного заходу. Південно-західні шторми можуть бути дуже сильними і, як відомо, змушували кораблі стояти на якорі біля берега ще з 1851 року. У жовтні 2000 року було затоплено 32 човни, а пристань зруйнована під час південного шторму зі стійким вітром 130 кілометрів на годину (70 кн). При сильному північному вітрі у гавань накочує сильна хвиля.

### Затоки та миси

Гавань Літтелтон з гори Ада, що в пагорбах Порт-Гіллз

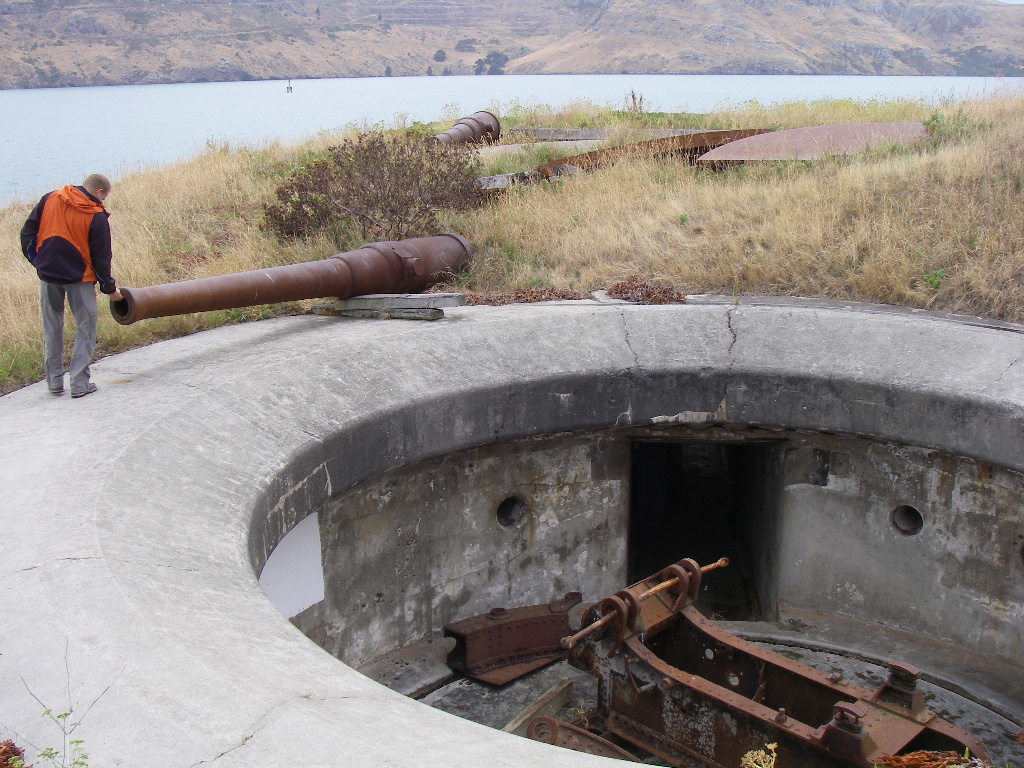
Залишки Британського форту Джервоа на острові Ріпапа

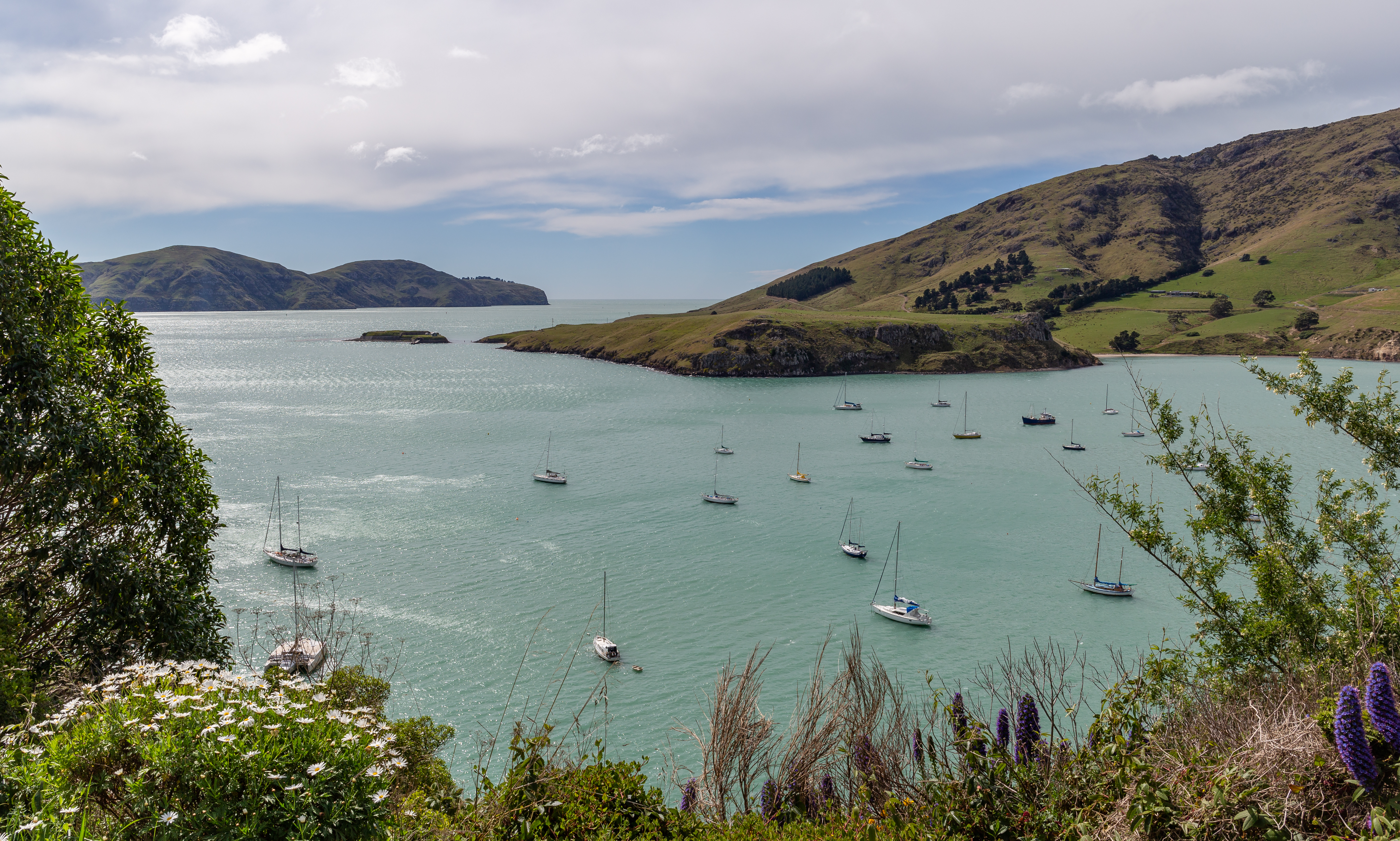
Бухта Пурау з заходу

Острів Квіл (ліворуч), острів Короля Біллі (правіше), півострів Моєпуку (праворуч)

Подорожуючи берегами гавані від мису Ґодлі-Гед до Аддерлі-Гед (у напрямку проти часової стрілки), можна натрапити на такі географічні об'єкти:
Мис Ґодлі-Гед / Авароа (англ. Godley Head, маор. Awaroa; 43°35′14.1″ пд. ш. 172°48′31.2″ сх. д. / 43.587250° пд. ш. 172.808667° сх. д.): Мис, розташований праворуч при вході в гавань Літтелтон.
Затока Механікс-Бей (англ. Mechanics Bay); 43°35′36.96″ пд. ш. 172°47′56.29″ сх. д. / 43.5936000° пд. ш. 172.7989694° сх. д.):
Механікс-Бей — місце, де були вивантажені припаси для маяка на мисі Ґодлі-Гед.
Затока Бріз (англ. Breeze Bay; 43°35′46.09″ пд. ш. 172°47′3.32″ сх. д. / 43.5961361° пд. ш. 172.7842556° сх. д.)
Затока Лівінгстонська (англ. Livingstone Bay; 43°35′53.19″ пд. ш. 172°45′55.97″ сх. д. / 43.5981083° пд. ш. 172.7655472° сх. д.)
Бухта Ґолланс / Отокітокі (англ. Gollans Bay, маор. Otokitoki; 43°36′8.74″ пд. ш. 172°44′45.13″ сх. д. / 43.6024278° пд. ш. 172.7458694° сх. д.):
Ця бухта знаходиться нижче перевалу Еванса. Названа на честь Ґоллана, який був одним із геодезистів гавані.
Мис Баттер-Пойнт (англ. Battery Point; 43°36′14.26″ пд. ш. 172°44′29.72″ сх. д. / 43.6039611° пд. ш. 172.7415889° сх. д.)
Затока Полхілл (англ. Polhill's Bay; 43°36′21.22″ пд. ш. 172°44′20.87″ сх. д. / 43.6058944° пд. ш. 172.7391306° сх. д.)
Стікінг-Пойнт (англ. Sticking Point; 43°36′27.22″ пд. ш. 172°43′59.41″ сх. д. / 43.6075611° пд. ш. 172.7331694° сх. д.):
Тут будівництво дороги Самнер зупинилося, коли траса зіткнулася з надзвичайно твердою скелею.
Оффіцер-Пойнт (англ. Officers Point; 43°36′33.52″ пд. ш. 172°43′4.32″ сх. д. / 43.6093111° пд. ш. 172.7178667° сх. д.):
Місце входу в бухту та порт Літтелтон.
Бухта Ерскін (англ. Erskine Bay; 43°36′24.91″ пд. ш. 172°43′3.32″ сх. д. / 43.6069194° пд. ш. 172.7175889° сх. д.):
Порт Літтелтон займає бухту Ерскін.
Затока Магазин-Бей (англ. Magazine Bay; 43°36′41.12″ пд. ш. 172°42′13.57″ сх. д. / 43.6114222° пд. ш. 172.7037694° сх. д.)
Мис Ерскін-Пойнт / Тапоа (англ. Erskine Point, маор. Tapoa; 43°36′37.83″ пд. ш. 172°42′4.38″ сх. д. / 43.6105083° пд. ш. 172.7012167° сх. д.)
Бухта Корсар / Мотукауатиті (англ. Corsair Bay, маор. Motukauatiiti; 43°36′31.67″ пд. ш. 172°41′57.08″ сх. д. / 43.6087972° пд. ш. 172.6991889° сх. д.):
Популярна затока для купання.
Затока Касс / Мотукауатирагі (англ. Cass Bay, маор. Motukauatirahi; 43°36′27.53″ пд. ш. 172°41′33.09″ сх. д. / 43.6076472° пд. ш. 172.6925250° сх. д.):
Затока названа на честь Томаса Касса, одного із геодезистів гавані.
Бухта Раупакі (англ. Raupaki Bay; 43°36′36.6″ пд. ш. 172°40′48.37″ сх. д. / 43.610167° пд. ш. 172.6801028° сх. д.)
Затока Ґовернор (англ. Governors Bay, укр. Губернаторська затока; 43°38′4.28″ пд. ш. 172°39′22″ сх. д. / 43.6345222° пд. ш. 172.65611° сх. д.)
Півострів Менсонс / Кайтангата (англ. Mansons Peninsula, маор. Kaitangata; 43°38′7.75″ пд. ш. 172°39′50.12″ сх. д. / 43.6354861° пд. ш. 172.6639222° сх. д.)
Затока Гед-Бей (англ. Head of the Bay, укр. Голова гавані; 43°38′44.08″ пд. ш. 172°40′14.69″ сх. д. / 43.6455778° пд. ш. 172.6707472° сх. д.)
Півострів Моєпуку (англ. Moepuku Peninsula); мис Моєпуку (англ. Moepuku Point; 43°38′11.72″ пд. ш. 172°41′6.07″ сх. д. / 43.6365889° пд. ш. 172.6850194° сх. д.)
Затока Чартеріс / Те-Варау (англ. Charteris Bay, маор. Te Wharau; 43°38′40.73″ пд. ш. 172°41′55.72″ сх. д. / 43.6446472° пд. ш. 172.6988111° сх. д.)
Затока Гейс (англ. Hays Bay; 43°38′10″ пд. ш. 172°42′45″ сх. д. / 43.63611° пд. ш. 172.71250° сх. д.)
Затока Черч / Кайоруру (англ. Church Bay, маор. Kaioruru; 43°37′53.88″ пд. ш. 172°43′2.3″ сх. д. / 43.6316333° пд. ш. 172.717306° сх. д.)
Мис Пауаогінекотау (англ. Pauaohinekotau Head; 43°37′28.7″ пд. ш. 172°43′9.8″ сх. д. / 43.624639° пд. ш. 172.719389° сх. д.)
Діамантова гавань / Те-Вайпапа, Даймонд-Гарбор (англ. Diamond Harbour, маор. Te Waipapa; 43°37′27.4″ пд. ш. 172°43′51.3″ сх. д. / 43.624278° пд. ш. 172.730917° сх. д.)
Мис Стоддарт (англ. Stoddart Point; 43°37′22.7″ пд. ш. 172°44′14.5″ сх. д. / 43.622972° пд. ш. 172.737361° сх. д.)
Бухта Пурау (англ. Purau Bay; 43°37′51″ пд. ш. 172°44′59″ сх. д. / 43.63083° пд. ш. 172.74972° сх. д.)
Затока Пайл / Інайнатуа (англ. Pile Bay, маор. Inainatua; 43°37′16″ пд. ш. 172°45′40″ сх. д. / 43.62111° пд. ш. 172.76111° сх. д.)
Затока Діп-Гуллі (англ. Deep Gully Bay; 43°37′5″ пд. ш. 172°46′4″ сх. д. / 43.61806° пд. ш. 172.76778° сх. д.)
Затока Кемп / Те-Погу (англ. Camp Bay, маор. Te Pohue; 43°37′5″ пд. ш. 172°46′59″ сх. д. / 43.61806° пд. ш. 172.78306° сх. д.)
Малий Порт Купер / Вайтата (англ. Little Port Cooper, маор. Waitata; 43°36′42″ пд. ш. 172°48′57″ сх. д. / 43.61167° пд. ш. 172.81583° сх. д.):
Колишня китобійна станція, а потім лоцманська.
Мис Аддерлі-Гед / Те-Піака (англ. Adderley Head, маор. Te Piaka; 43°36′14″ пд. ш. 172°49′33.34″ сх. д. / 43.60389° пд. ш. 172.8259278° сх. д.):
Мис, розташований ліворуч при вході в гавань Літтелтон.

### Острови
Ауа / Острів Короля Біллі (англ. King Billy Island; маор. Aua; 43°38′6″ пд. ш. 172°41′8.52″ сх. д. / 43.63500° пд. ш. 172.6857000° сх. д.):
Острів Ауа / Короля Біллі — невеликий острів між островом Отамахуа / Перепелиний та прилеглою до мису точкою Моепуку. У минулому його також називали островом Маленьких перепелів.
Отамахуа / Острів Квіл (англ. Quail Island; маор. Ōtamahua; 43°37′40″ пд. ш. 172°41′29″ сх. д. / 43.62778° пд. ш. 172.69139° сх. д.):
Острів має подвійну назву Отамахуа / Острів Квіл (укр. Острів перепелів). Він отримав англійську назву острова перепелів після випадку 1842 року, коли капітан В. Мейн Сміт побачив багато перепелів (хоча до 1875 року вони вже тут вимерли), коли прибув сюди, щоб завершити ескіз острова. Назва маорі Отамахуа означає «яйця морської птиці» або «місце, де діти збирають яйця морської птиці».
Острів Камаутауруа (англ. Kamautaurua Island; 43°36′58.97″ пд. ш. 172°42′18.28″ сх. д. / 43.6163806° пд. ш. 172.7050778° сх. д.):
Острів Камаутауруа раніше був відомий як Камаутауруа або риф Шаг. У грудні 1862 року катер «Дельфін» наскочив на риф перекинувся і розбився під час несприятливого вітру та припливу, повертаючись з дальньої гавані з вантажем вапна.
Острів Ріпапа (англ. Ripapa Island; 43°37′12″ пд. ш. 172°45′15″ сх. д. / 43.62006° пд. ш. 172.75429° сх. д.):
Острів Ріпапа, також відомий як острів Ріпа. Близько 250—280 м на північ від острова лежить підводна скеля Парсон-Рок (англ. Parson Rock; 43°36′59.36″ пд. ш. 172°45′16.42″ сх. д. / 43.6164889° пд. ш. 172.7545611° сх. д.) — вершина якої під час відливу піднімається над водою до 2,4 метрів. Скеля також розташована трохи на південь, приблизно за 350—390 м від південного буя фарватеру, який пролягає від входу в гавань до порту Літтелтон і може становити потенційну загрозу судноплавству. Ця скеля відома під цією назвою з 1800-х років.

## Топоніміка

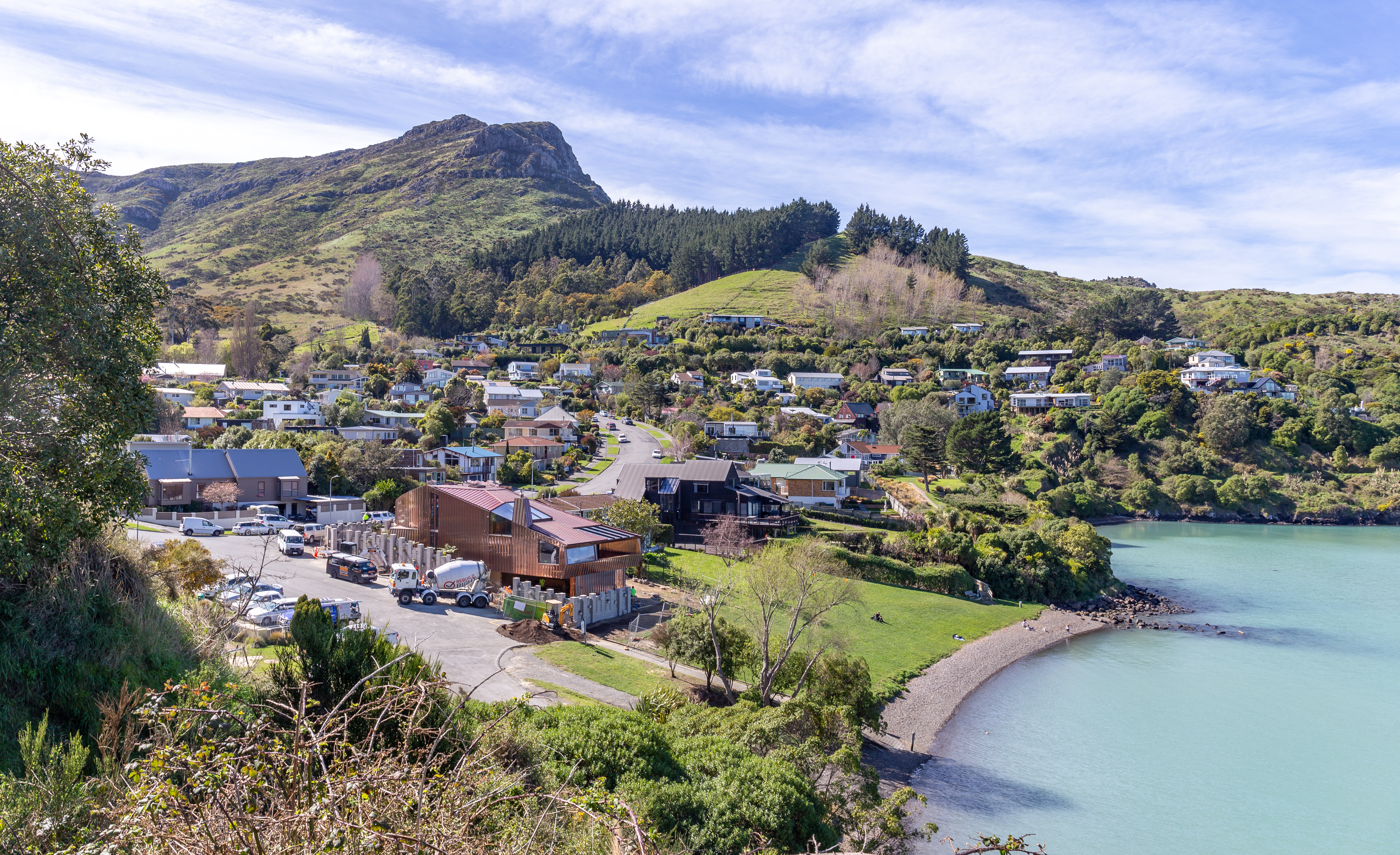
Містечко та затока Касс з узбережжя гавані Літтелтон

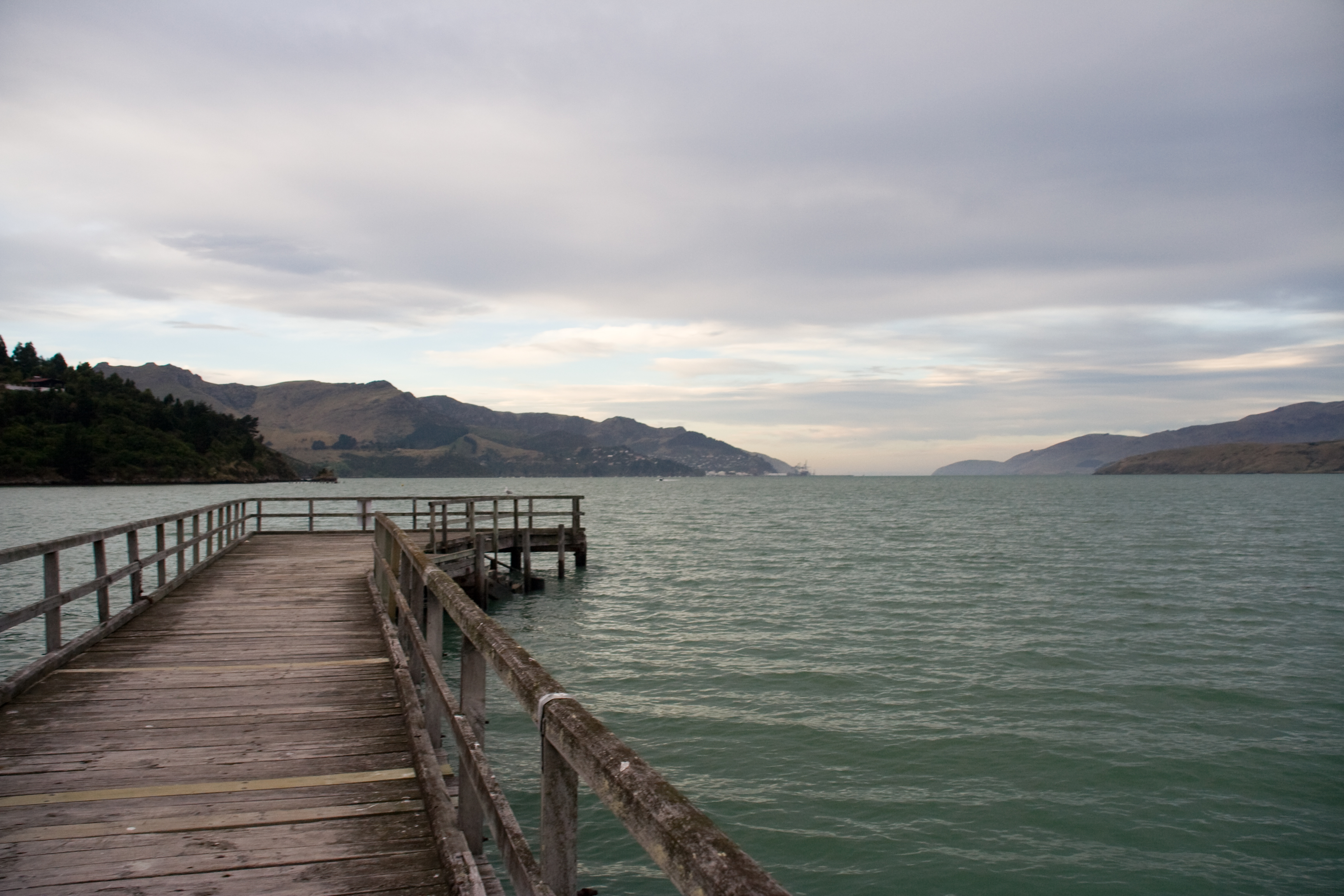
Губернаторська затока

Офіційними назвами гавані Літтелтон є англійська та маорійська — Літтелтон і Вакараупо. Однак ця подвійна назва зазвичай використовується лише на картах та офіційних документах. Ця і інші подвійні назви країни є результатом введення в дію Розділу 269 та Додатку 96 до Закону про врегулювання претензій Нгаї Таху 1998 року.
У Маорі гавань відома як Вакараупо, що перекладається як затока Раупо — очерет. Ця назва походить від болота з очерету Раупо, що плодоносить в околицях Егінетагі, або Губернаторської затоки (Затока Ґовернор), яка розташована на крайньому заході — біля початку гавані. Альтернативний варіант написання, знайдений у старих джерелах: Вангараупо — означає затока (або гавань) очерету Раупо. Капітан Стокс з HMS Acheron, який проводив огляд гавані та навколишніх земель у 1849 році, вважав за краще використовувати назву Wakaraupo Bay замість нинішньої англійської назви Port Cooper. Однак бажана назва Стокса не використовувалася, коли гавань була офіційно перейменована в Порт Вікторія, після того, як вона стала портом в'їзду в серпні 1849 року. Новозеландська лоція 1875 року, заснована на опитуванні Стокса, дає топонімну назву маорі — Тевгака.
Зазвичай використовується назва «гавань Літтельтон», особливо в документах, призначених для широкої публіки, або в повсякденних розмовах. Хоча ця назва не є офіційною, вона добре відома і була назвою, що позначала гавань до 1998 року. Яким чином гавань набула цю назву, достеменно невідомо. Повідомляється, що Джон Роберт Ґодлі використовував цю назву у промові перед Кентерберійською асоціацією 1853 року. У 1858 році вона офіційно з'являється під час опису виборчих кордонів для міста Літтелтон, хоча це не була офіційна назва гавані. Рада провінції Кентербері створила на початку 1860-х років Комісію по гавані Літтелтон, а в 1877 році після скасування провінцій з'явилася Рада пристані Літтелтон. Незважаючи на це, гавань відома і під іншими назвами.
Загальноприйнята європейська назва гавані — «Порт Купер», на честь Даніеля Купера. Ця назва була загальновживаною до середини 1840-х років і використовувалася як торгова марка для сільськогосподарської продукції з півострова Бенкс та ферми Діна на Кентерберійській рівнині. Назва «Порт Купер» все ще використовується емігрантом 1867 року, під час публікації своїх спогадів у 1928 році.
Назва «Порт Купер» була офіційно змінена і оголошена як «Порт Вікторія» в 1849 році. Адміралтейства карта гавані Літтелтон, як результат обстеження у 1849 році, посилається на назви Порт Літтелтон або Порт Вікторію, а в інструкціях з плавання в новозеландській лоції 1875 згадується колишня назва Порт-Купер під записом для того ж самого об'єкту. Незважаючи на те, що офіційна назва з'явилося на картах Кентерберійської асоціації того часу, ім'я Порт Вікторія, не відразу набуло широкого поширення. Так Шарлотта Ґодлі досі згадує назву Порт Купер у своїх листах 1850 року. Геодезисти під керівництвом Джозефа Томаса, які обстежили Кентербері наприкінці 1848 і протягом 1849 років, дійсно назвали гавань Порт Вікторія на своїх картах на честь королеви Сполученого Королівства, але ця назва не знайшло загального визнання. Назва була офіційно змінена на гавань Літтелтон у 1858 році ймовірно на честь Джорджа Вільяма Літтелтона, який був головою Кентерберійської асоціації.
Інша менш поширена рання назва — Гавань Кука, заснована на ранніх дослідженнях Джеймса Кука; в еквівалентній угоді про імена південніша гавань Акароа називається гаванню Бенкса в честь ботаніка Джозефа Бенкса.
Договір 1998 року дав гавані офіційну подвійну назву шляхом прийняття Закону 1998 року про врегулювання претензій Нгаї Таху.

## Історія

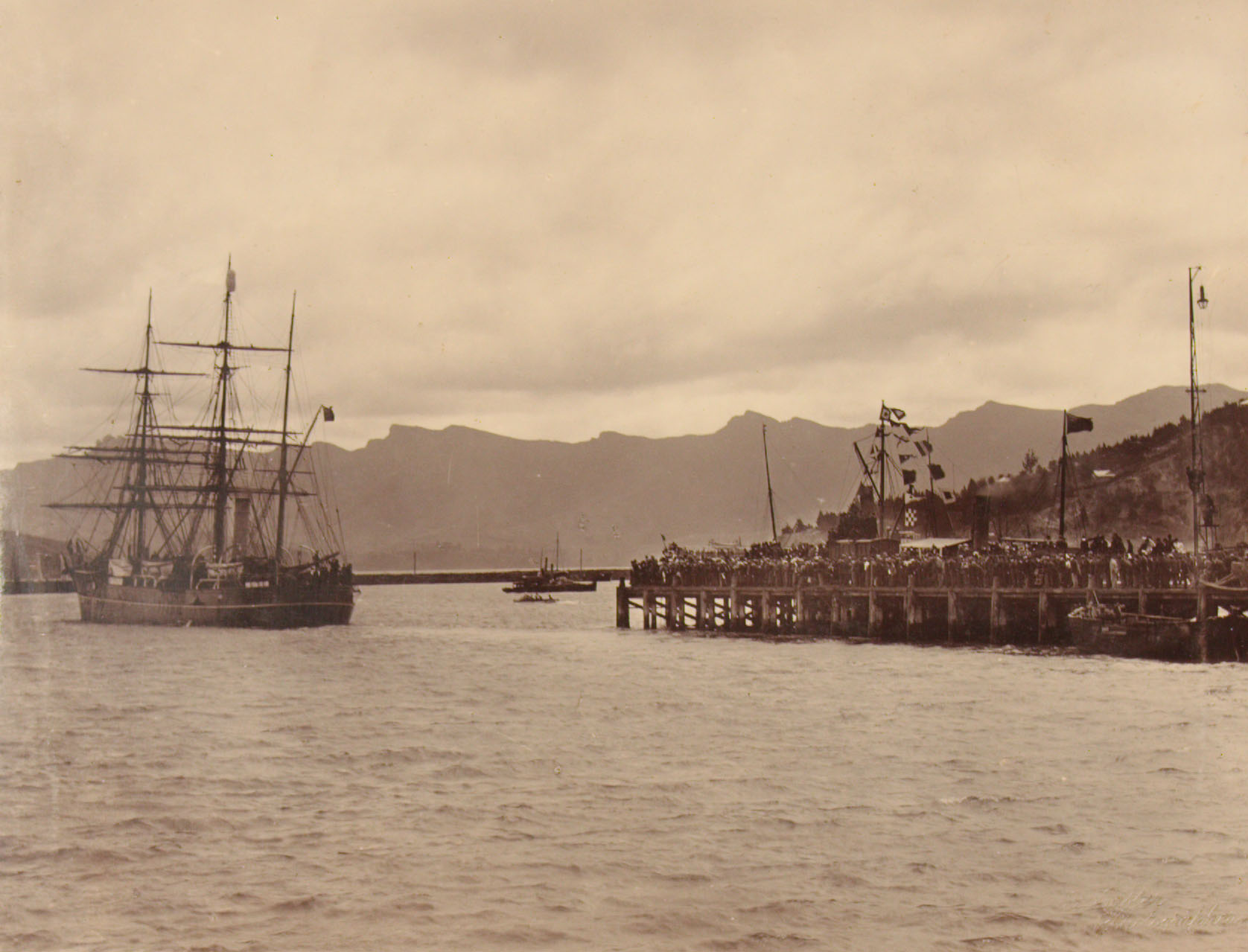
Корабель Діскавері в гавані Літтелтон перед відправкою в Антарктиду (1901)

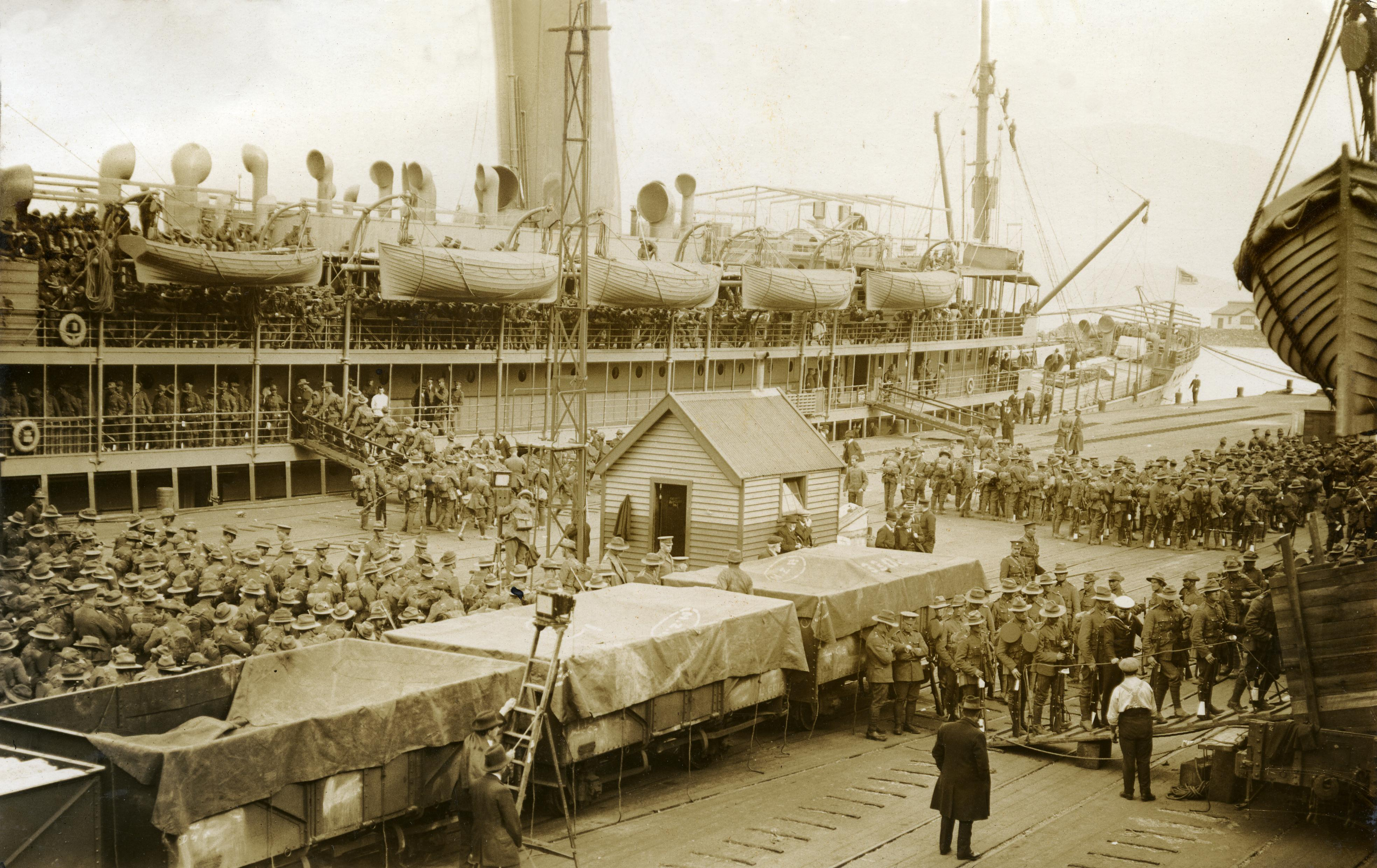
Війська Нової Зеландії висаджуються у Літтелтоні

Острів Короля Біллі був джерелом піщанику для племен маорі, який використовувався для подрібнення каменю, включаючи поунаму (жад, бавеніт або серпентиніт). Перші європейські поселенці використовували прилеглий острів Квіл (острів перепелів) як колонію прокажених у 1918–25 роках. Цей острів зараз є природним заповідником.
Форт Джервоа був побудований на острові Ріпапа в 1885–95 роках. Ріпапа використовувався у Першій світовій війні для інтернування німецьких громадян як громадян ворожої держави, найвідоміший з яких був граф Фелікс фон Лукнер.
У 1877 році Рада гавані Літтелтон (нині Порт-компанія Літтелтон) розпочала будівництво внутрішньої гавані, а з 1895 року компанія «Юніон Стеамшип» Нової Зеландії розпочала експлуатацію пароплава на 370-ти кілометровому маршруті між Літтелтоном і Веллінгтоном. З 1907 на маршруті курсували турбінні пароплави, а з 1933 року маршрут був названий «Пароплав Експрес».
Однак у 1962 року Залізниці Нової Зеландії запустили поромне сполучення Interislander 102 км маршршрут між Піктоном та Веллінгтоном («Інтерсланд Піктон»). Ця конкуруюча послуга не тільки пропонувала коротший маршрут, але й використовувала дизельні теплоходи, які мали нижчі експлуатаційні витрати, ніж турбінні пароплави компанії «Юніон Стеамшип». Аварія пароплава Express TEV Wahine у 10 квітня 1968 року стала важкою невдачею для служби Літтелтон, але компанія Юніон представила новий корабель — TEV Rangatira, з 1972 року. Вона зазнала значних збитків, але вижила на субсидії Міністерства транспорту з 1974 року. Яка була відкликана в 1976 році, покинувши маршрут «Інтерсланд Піктон», щоб продовжити поромне сполучення між двома островами.

## У популярній культурі
Пол Теру описав гавань Літтелтон як «довгу і прекрасну, безпечну якірну стоянку» у своїй туристичній книзі «Щасливі острови Океанії».

## Галерея
|  |  |  |

## Нотатки
1. ↑  Порт-Гіллз — цілий ряд пагорбів у регіоні Кентербері, Нова Зеландія, названих так тому, що вони розташовані між містом Крайстчерч та його портом у місті Літтелтоні. Вони є еродованим залишком вулкана Літтелтон, який тут вивергався мільйони років тому.